# 타일러 오클리
매슈 타일러 오클리(Mathew Tyler Oakley, 1989년 3월 22일 ~ )는 미국의 엔터테이너, 블로거이다.

## 같이 보기
- 유튜버 목록